# جون إيدنسور ليتلوود
جون إيدنسور ليتلوود هو عالم رياضيات بريطاني.

## وصلات خارجية
- جون إيدنسور ليتلوود على موقع الموسوعة البريطانية (الإنجليزية)